# 던전 앤 드래곤: 도적들의 명예
《던전 앤 드래곤: 도적들의 명예》(영어: Dungeons & Dragons: Honor Among Thieves)는 2023년 개봉한 미국의 판타지, 하이스트, 액션 코미디 영화이다. 크리스 매케이와 마이클 길리오의 원안을 바탕으로 조너선 골드스타인과 존 프랜시스 데일리가 공동으로 감독과 각본을 맡았으며, 길리오는 각본으로도 참여하였다. 영화의 원작은 동명의 테이블탑 롤플레잉 게임으로, 포가튼 렐름 캠페인 설정을 배경으로 하였으며, 2000년부터 2012년 사이에 개봉한 동명의 영화 3부작과는 별개의 작품으로 리부트하였다. 크리스 파인, 미셸 로드리게스, 레게장 페이지, 저스티스 스미스, 소피아 릴리스, 휴 그랜트 등이 출연한다.
영화는 2013년 테이블탑 롤플레잉 게임의 영화화 판권을 둘러싼 소송에서 해즈브로와 유니버설 픽처스에게 승소한 워너 브라더스 픽처스를 시작으로 다양한 작가와 감독을 영입한 파라마운트 픽처스로 제작사가 변경되는 등 여러 단계를 거쳐 제작이 진행되었다. 최종적으로 골드스틴과 데일리가 감독 및 각본을 맡게 되었으며, 크리스 매케이 감독과 시나리오 작가 마이클 길리오가 이전에 시도했던 요소들을 차용하였다. 촬영은 2021년 4월 아이슬란드에서 시작되었고, 이후 북아일랜드에서 진행되었다.
《던전 앤 드래곤: 도둑들의 명예》는 2023년 3월 10일 사우스 바이 사우스웨스트에서 초연되었으며, 파라마운트 픽처스를 통해 3월 29일 대한민국, 3월 31일 미국에서 극장 개봉될 예정이다.

## 전제
한 무리의 도적이 사악한 붉은 마법사가 언데드 군대를 만드는 데 사용하는 유물을 뜻하지 않게 훔치게 된다. 문제를 되돌려 놓기 위해 이 뜻밖의 모험가 무리는 붉은 마법사를 막고 세상을 구하기 위한 여정을 시작한다.

## 출연진

### 주연
- 크리스 파인 - 에드긴 다비스 역
- 미셸 로드리게스 - 홀가 킬고어 역
- 레게장 페이지 - 젠크 옌다르 역
- 저스티스 스미스 - 사이먼 오마르 역
- 소피아 릴리스 - 도릭 역

### 조연
- 휴 그랜트 - 포지 피츠윌리엄 역
- 클로이 콜먼 - 키라 다비스 역
- 데이지 헤드 - 소피나 역
- 스펜서 윌딩 - 고르그 역
- 니콜라스 블레인 - 앤더튼 역
- 브라이언 라킨 - 노릭시우스 / 드래곤본 배그런트 역
- 제이슨 웡 - 드랄레스 역
- 이언 핸모어 - 스자스 탐 역
- 조지아 랜더스 - 지아 역
- 브래들리 쿠퍼 - 말라민 역